# Амбасада Републике Србије у Паризу
Амбасада Републике Србије дипломатско је представништво Републике Србије у Паризу, Француска. Налази се у улици Леонарда да Винчија број 15 у 16. арондисману. Од октобра 2023. године амбасадор је Ана Хрустановић. Резиденција амбасадора се налази у истом арондисману у улици Булевар Деласерт.
Култуни центар Републике Србије у Паризу који се налази улици Сан Мартин 123 (фр. 123, rue Saint Martin), преко пута је једног од највећих светских музеја савремене уметности Центра Жорж Помпиду (фр. Centre national d'art et de culture Georges-Pompidou), у делу града Бобур, припада министарству кутуре и информисања Републике Србије и једини је центар у иностранству.

## Конзулат
У Француској се генерални конзул налази у Стразбуру.

## Бивши амбасадори
- 2013-2018 : Рајко Ристић
- 2018 - 2023 : Наташа Марић